# Mesoleptus anguinus
Mesoleptus anguinus är en stekelart som först beskrevs av Forster 1876.  Mesoleptus anguinus ingår i släktet Mesoleptus och familjen brokparasitsteklar. Inga underarter finns listade i Catalogue of Life.